# 中山楼
中山楼（繁体字中国語: 中山樓）は、中華民国（台湾）台北市郊外の陽明山にある多目的ホール。国民大会の議場などとして使われた。

## 概要
中華民国の国父である孫文（孫中山）の生誕100周年記念事業の一環として1965年10月に建設が開始され、1966年11月12日に完成した。設計は修澤蘭が担当した。
約18,000平方メートルの面積をカバーし、外観は中国式建築の宮殿風建築様式が採用された。内部は3階建てになっており、収容人数1,800人の中華文化堂（1階）や2,000人収容のレセプションルーム（3階）などを擁する。2階部分は蔣介石・宋美齢が別荘として使用していたプライベートエリアや台湾海峡有事を想定した軍事作戦を立案した作戦会議室などが含まれているため、非公開となっている。
現在は国立台湾図書館の陽明山中山楼管理所（管理事務所）が管理している。
完成後は建物内の中華文化堂が国民大会の議場として用いられ、総統・副総統が直接選挙されるようになった1996年以前は国民大会代表（国大代表）による間接選挙（1966年から1990年まで）が行われた。また、中華民国憲法の効力を事実上停止していた動員戡乱時期臨時条款の廃止と中華民国憲法増修条文の制定による万年国会終結を決定付けた第1期国民大会第2次臨時会議（1991年4月開催）の会場として、中華民国（台湾）民主化の舞台ともなった。
中山楼は政治の中心地としての役割だけでなく、諸外国の中華民国駐在大使ら外交官や国内外の賓客を接待する施設としても用いられたほか、新台湾ドルや郵便切手の図柄としても登場したため、中華民国を象徴する重要施設としての地位を確立した。

## 歴史

### 建設

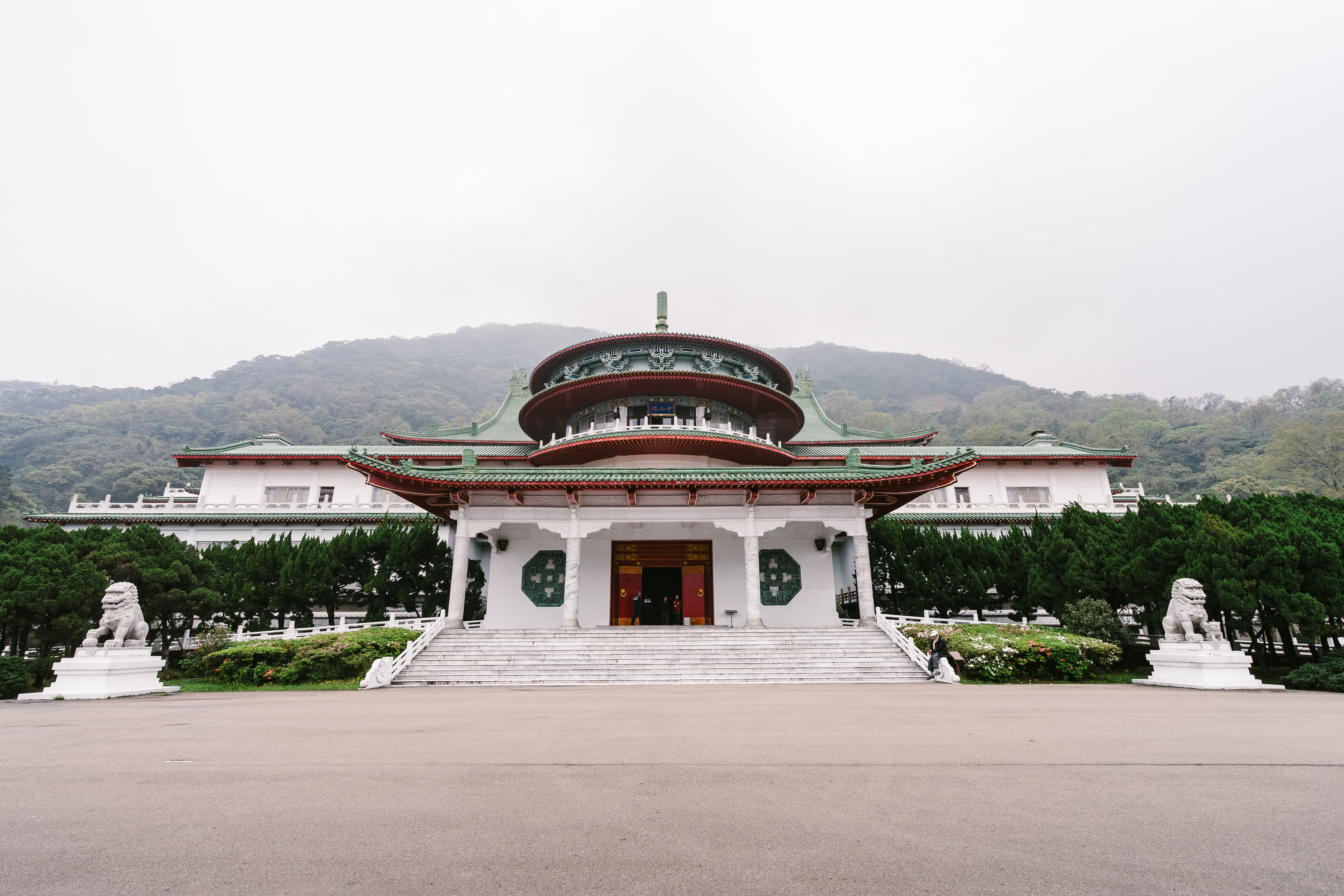
正面

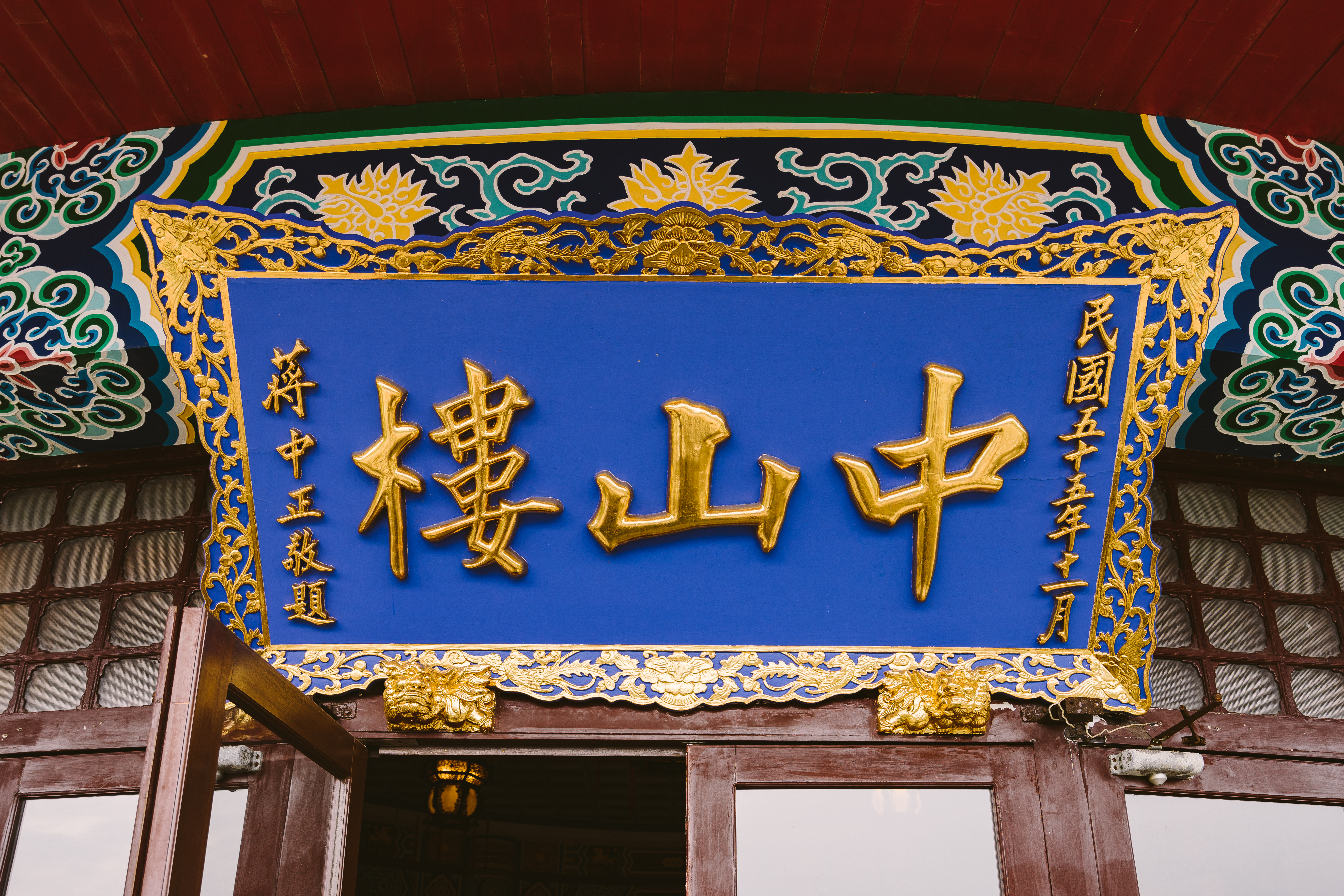
蔣介石による扁額

中山楼は孫文生誕100周年（1966年）記念の事業の一環として、中華民国総統・蔣介石の発案で建設されることになった。その狙いは、盛大な祝賀式典の開催以外にも、深く人の心に入り込み、永久に伝えられていくような記念建築物を建造し、国父（孫文）の功跡を称えることにあった。
1964年9月1日、「中華民国各界国父生誕百年記念準備委員会」が設置され、国立国父紀念館の建設を決定した。そして、1965年2月初めの準備委員会第6回会議で蔣介石は陽明山国防研究院図書館付近に小規模の記念建築物を建てることを決定し、「中山樓」と命名した。建設工事は国軍退除役官兵輔導委員会栄民工程処が請負った。

### 国民大会議場として

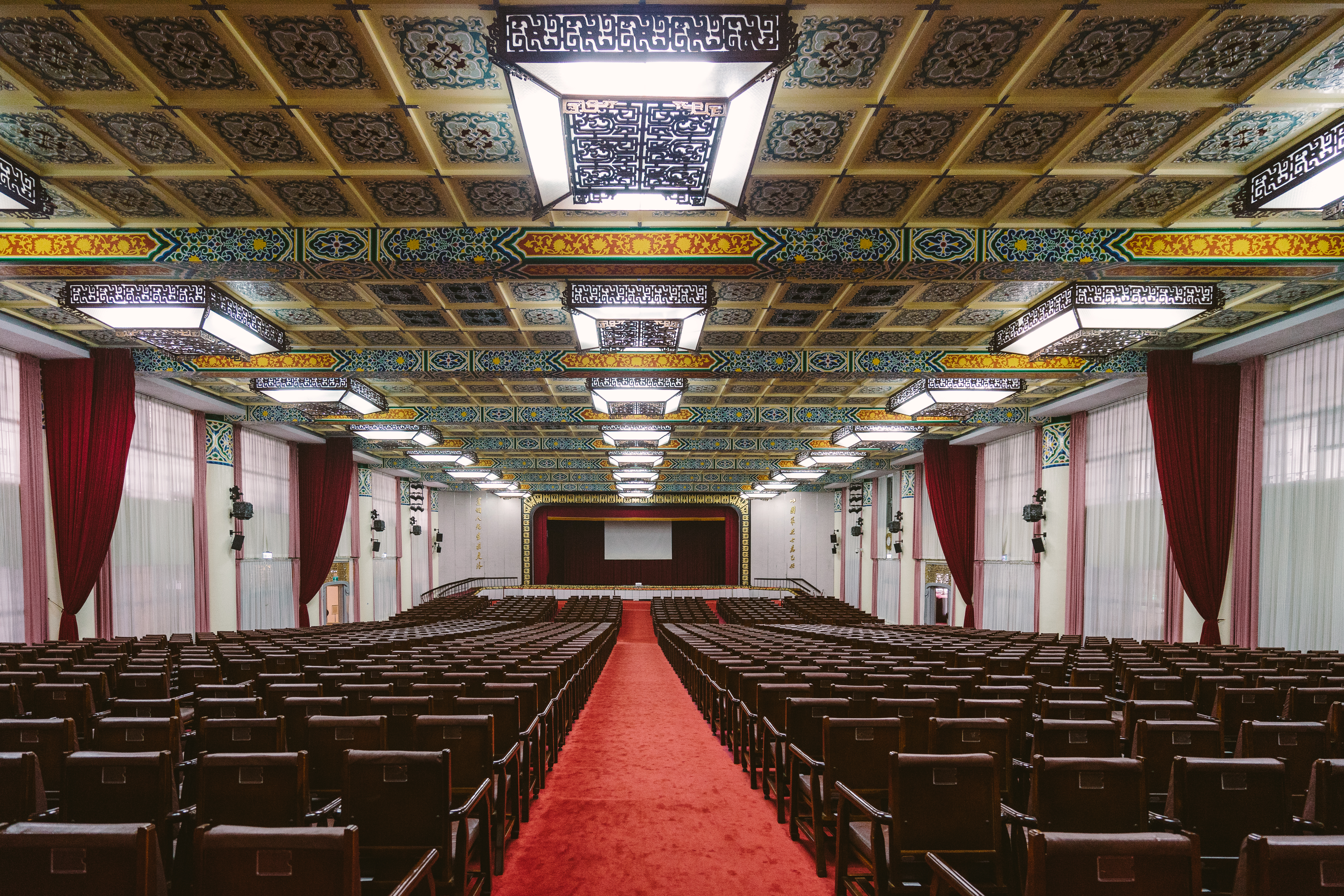
1972年から2005年まで国民大会の議場として使用された中華文化堂

中山楼が完成した後、楼内の中華文化堂は収容人数1,800人という規模を生かして国民大会の議場となり、2005年に国民大会が活動を「凍結」するまで使われた。
なお、1949年の遷台以前は、首都・南京の国民大会堂で制憲国民大会と第1期国民大会第1次会議が開催されていたが、遷台以降は中山楼が完成するまでは台北の中山堂が国民大会の議場として使用されていた。